# Aston (Hertfordshire)
Aston – wieś w Anglii, w hrabstwie Hertfordshire, w dystrykcie East Hertfordshire. Leży 11 km na północny zachód od miasta Hertford i 42 km na północ od centrum Londynu.